# Tillräknelighet
Tillräknelighet är i straffrätt ett tillstånd hos en person som av rätten anses ha straffansvar. Den som beläggs ha en allvarlig psykisk störning kan räknas som otillräknelig.